# つやま自然のふしぎ館
つやま自然のふしぎ館は、1963年（昭和38年）11月に世界各地の動物から作った、実物のはく製を中心とした自然史の総合博物館として開館した。
建物として使われているのは元々、旧「津山基督教図書館高等学校夜間部」の校舎である。

## 由来
立ち上げたのは森本慶三である。元々「錦屋」という津山市でも屈指の呉服店の跡継ぎとして育てられた慶三だったが、自分には商いの才能がないと悟ると錦屋を廃業し、残った財産で「津山基督教図書館」、「津山基督教図書館高等学校」、そして「つやま自然のふしぎ館」を約30年間かけて立ち上げた。当時、個人の財産で自然史の博物館を開設するのは画期的な事業であった。

## 展示
展示されている動物類のはく製の種類は約800種類ある。1958年（昭和33年）に制定された希少動物の取引を制限するワシントン条約以前に集められたものばかりであり、現在は入手不可能なものも多い。動物類だけでなく、化石や鉱物の展示コーナーもあり、これらも現在は閉山した鉱山などから集められたものであり、地味ながら非常に希少なコレクションの宝庫となっている。
また、創設者の森本慶三氏の遺言により本人の臓器が展示されているのもつやま自然のふしぎ館の特徴である。
元々「津山科学教育博物館」という名称だったが、格調高いネーミング故に硬いイメージを連想させてしまうという懸念から2004年（平成16年）から現在の「つやま自然のふしぎ館」に改名されている。展示だけではなく、地元の高校生と連携し、夜の暗い博物館を懐中電灯片手に見学するナイトミュージアムなどのイベントも行われている。

## 利用案内
開館時間
9:00 - 17:00 （入館は16:30まで）
休館日
年末年始（12月29日 - 1月2日）
入館料
- 大人（高校生以上）：800円
- 小人（小・中学生）：600円
- 幼児（4・5歳）：400円
- 団体20人以上：各100円引き
- 70歳以上・身体障害者：割引あり